# Eupithecia perfica
Eupithecia perfica là một loài bướm đêm trong họ Geometridae.